# Natura morta con teschio
Natura morta con teschio (Conosciuto anche come Vanitas con tulipano, teschio e clessidra) è un dipinto di Philippe de Champaigne del 1671, oggi conservato nel Musée de Tessé di Le Mans, in Francia.

## Descrizione e stile
Si tratta di una natura morta legata al tema della caducità della vita umana, più precisamente detta Vanitas. La fragilità dell'uomo è rappresentata dai tre elementi disposti sul tavolo ovvero il teschio, simbolo della morte, il fiore, che avvizzisce simboleggiando la fragilità umana, e la clessidra, che rappresenta lo scorrere del tempo. Lo stesso tavolo si presenta spoglio e disadorno di decorazioni; il tutto è immerso in uno scenario semplice e tinto di colori scuri, accentuato dalla piccola dimensione dell'opera.